# كريستيان لامرت
كريستيان لامرت (بالألمانية: Christian Lammert)‏ هو أستاذ جامعي ألماني، ولد في 1969 في أوفنباخ أم ماين في ألمانيا.